# Myrmekioderma spelaeum
Myrmekioderma spelaeum är en svampdjursart som först beskrevs av Gustavo Pulitzer-Finali 1983.  Myrmekioderma spelaeum ingår i släktet Myrmekioderma och familjen Heteroxyidae. Inga underarter finns listade i Catalogue of Life.